# Tuttlingen
Tuttlingen je velké okresní město ve Švábsku v německé spolkové zemi Bádensku-Württembersku a hlavní město stejnojmenného okresu. Leží na Dunaji, východně od Černého lesa. Městem prochází Dunajská cyklostezka.

## Geografie
Sousední obce: Mühlheim an der Donau, Fridingen an der Donau, Neuhausen ob Eck, Emmingen-Liptingen, Immendingen, Talheim, Seitingen-Oberflacht, Wurmlingen.

## Historie
Osídlení na místě obce bylo prokázáno už v období římské kolonizace. První písemné zmínky pocházejí z roku 797, kdy byla obec majetkem kláštera Reichenau. Kolem roku 1250 jí byla udělena městská práva a územně spadala do 14. století pod Württemberg.

## Partnerská města
- Bex, Švýcarsko, 1979
- Draguignan, Francie, 1989